# Пеньи
Пеньи — деревня в Лотошинском районе Московской области России.
Относится к сельскому поселению Микулинское, до реформы 2006 года относилась к Микулинскому сельскому округу. По данным Всероссийской переписи 2010 года численность постоянного населения деревни составила 62 человека (32 мужчины, 30 женщин).

## География
Расположена в северной части сельского поселения, у границы Московской и Тверской областей, примерно в 22 км к северо-северо-западу от районного центра — посёлка городского типа Лотошино. Автобусное сообщение с городами Волоколамском, Старицей и пгт Лотошино. В 1,5 км севернее протекает река Шоша, впадающая в Иваньковское водохранилище. Соседние населённые пункты — село Микулино, деревни Боровки, Коноплёво и Хранёво.

## Исторические сведения
На карте Тверской губернии 1850 года А. И. Менде и специальной карте Европейской России 1871 года И. А. Стрельбицкого обозначена как Пенья.
По сведениям 1859 года — деревня Микулинского прихода, Микулинской волости Старицкого уезда Тверской губернии в 37 верстах от уездного города, на возвышенности, при безымянном ручье, с 15 дворами, 2 прудами, 2 колодцами и 114 жителями (61 мужчина, 53 женщины).
В «Списке населённых мест» 1862 года Пенья — владельческая деревня 2-го стана Старицкого уезда по Волоколамскому тракту в город Тверь, при пруде и колодцах, с 12 дворами и 101 жителем (52 мужчины, 49 женщин).
В 1886 году — 29 дворов и 178 жителей (82 мужчины, 96 женщин). В 1915 году насчитывалось 29 дворов.
С 1929 года — населённый пункт в составе Лотошинского района Московской области.

## Население
| 1859 | 1886 | 2002 | 2006 | 2010 |
| ---- | ---- | ---- | ---- | ---- |
| 101  | ↗178 | ↘12  | ↘7   | ↗62  |